# Мастур, Мустафа
Мустафа Мастур (перс. مصطفی مستور, произн.: Мостафа Мастур) — иранский писатель-прозаик, исследователь, переводчик.

## Биография
Мустафа Мастур родился в 1964 г. в иранском городе Ахваз (провинция Хузистан). В 1980 г. окончил университет мученика Чамрана в Ахвазе по специальности «гражданское строительство», и в том же университете позднее получил специальность магистра персидского языка и литературы. Мастур утверждает, что он, как и остальные иранские писатели, основное внимание уделяет внутреннему миру человека, его переживаниям. Он считает, что такой вид прозы помогает понять общественно-политические процессы в Иране.

## Основные произведения
Первый рассказ «Две мокрые глазные впадины» написал в 1981 г. и в том же году опубликовал его в журнале «Киян». Он также издал свою первую книгу с короткими рассказами под названием «Любовь на пешеходном переходе», содержащую 12 коротких рассказов, в 1998 г.
В 2001 г. вышел роман «Поцелуй прекрасный лик Господа», переведенный на русский язык в 2015 г. Он является одним из самых успешных произведений писателя. В 2004 г. увидел свет сборник «Несколько авторитетных рассказов». В нём помещены семь коротких рассказов. Сборник несколько раз переиздавался. В нём говорится о любви (в одном рассказе учитель физики влюбляется в свою ученицу), а также представлены отрывки из жизни различных людей и их судьбоносные события: смерть, свадьба, и т. д. Есть рассказ о неудачной любви поэта («Я буду плавать в твоих глазах и умру в твоих руках»).
В 2005 г. вышел в свет рассказ «Свиная кость и руки прокаженного». В том же году вышел сборник рассказов «Я — всезнающий», состоящий из 96 страниц. Он содержит, в том числе, рассказ о любви Садека и Доругин. Рассказ «Малаке-он-Нейзабат» повествует о том, что влюбленный принимает все изменения в своей жизни и устраивает их на пользу своей возлюбленной. В 2008 г. был издан роман «Я — не воробей», где говорится о повседневной жизни мужчины, убитого горем от потери жены и дочери, чья сестра была вынуждена сдать его в больницу. В 2016 г. вышел новый роман М. Мастура «Самым лучшим возможным образом».